# 제3차 대프랑스 동맹

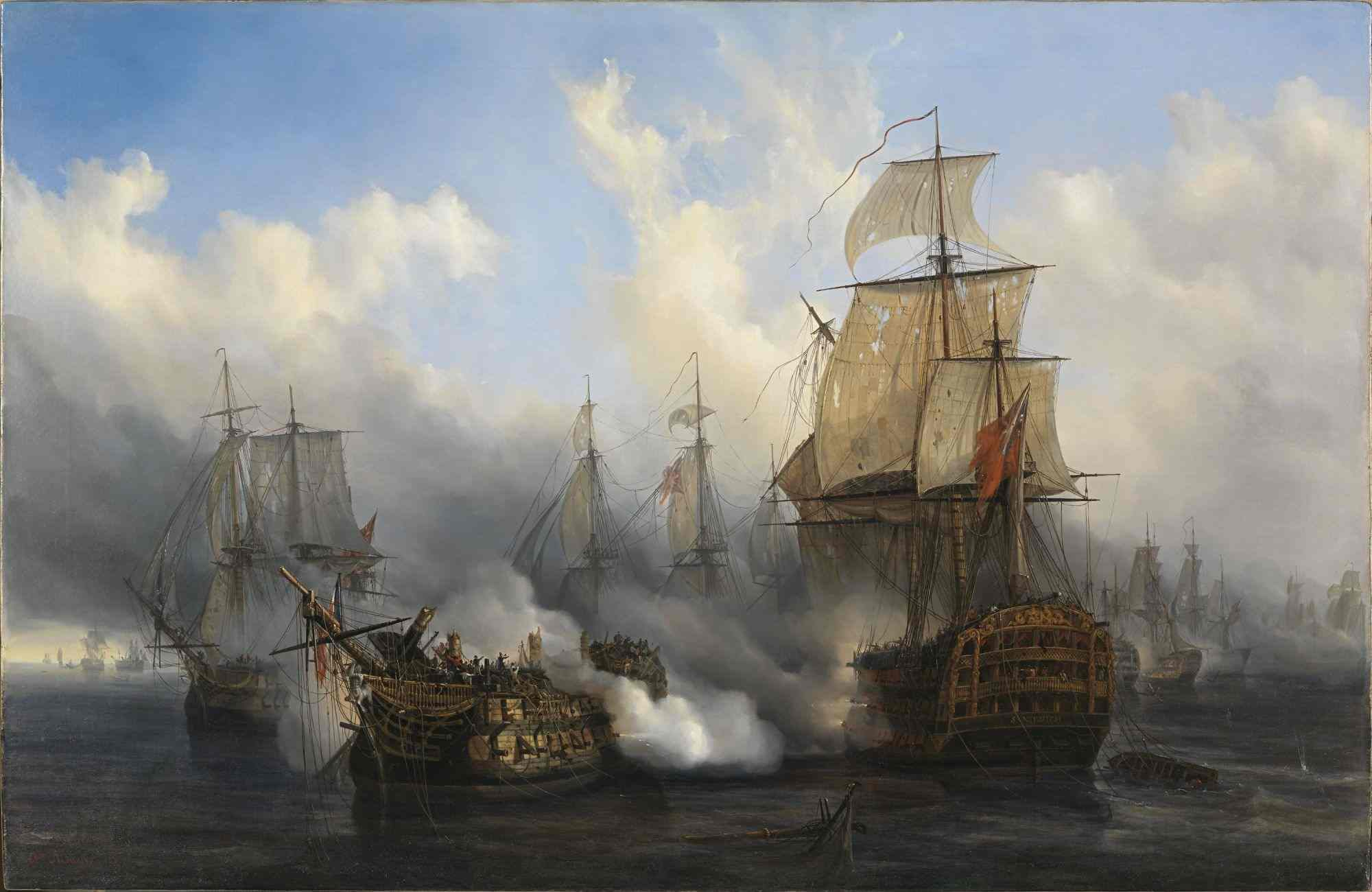
넬슨 제독이 전사한 트라팔가 해전, 1805년 10월 21일

제3차 대프랑스 동맹(Third Coalition, 1805년 4월 11일 - 1806년)은 나폴레옹 1세가 지배하는 프랑스 제국의 패권에 도전하기 위해 유럽 국가들이 결성한 연합이다. 프랑스 혁명 후 프랑스에 대항하는 것으로는 3번째이지만, 나폴레옹의 프랑스 제국 성립 후 대항하는 것은 최초의 동맹이다.

## 동맹
1803년 5월, 영국은 《아미앵 조약》을 파기하고 프랑스에 선전 포고를 했다. 나폴레옹이 황제가 된 프랑스 제국의 성립 후 최초의 전쟁이기 때문에 이 전쟁을 기준으로 〈프랑스 혁명 전쟁〉과 〈나폴레옹 전쟁〉과 구분으로 한다. 이후 영국은 해상 봉쇄를 확장하고 프랑스 경제에 타격을 주었다. 1805년 나폴레옹은 영국을 굴복시키기 위해 영국 본토에 대한 침공 작전을 계획하고, 도버 해협에 위치한 불로뉴에 18만 병력을 집결시켰다. 이에 대항하기 위해 1805년 4월 11일, 영국은 다른 국가와 동맹을 결성했다. 그러나 프로이센은 중립적인 입장을 취했다. 제3차 대프랑스 동맹에 참가한 국가는 다음과 같다.
- 그레이트브리튼 아일랜드 연합 왕국(영국)
- 오스트리아 제국(신성 로마 제국)
- 러시아 제국
- 나폴리 왕국
- 스웨덴

## 1805년 오스트리아 전쟁

### 해전

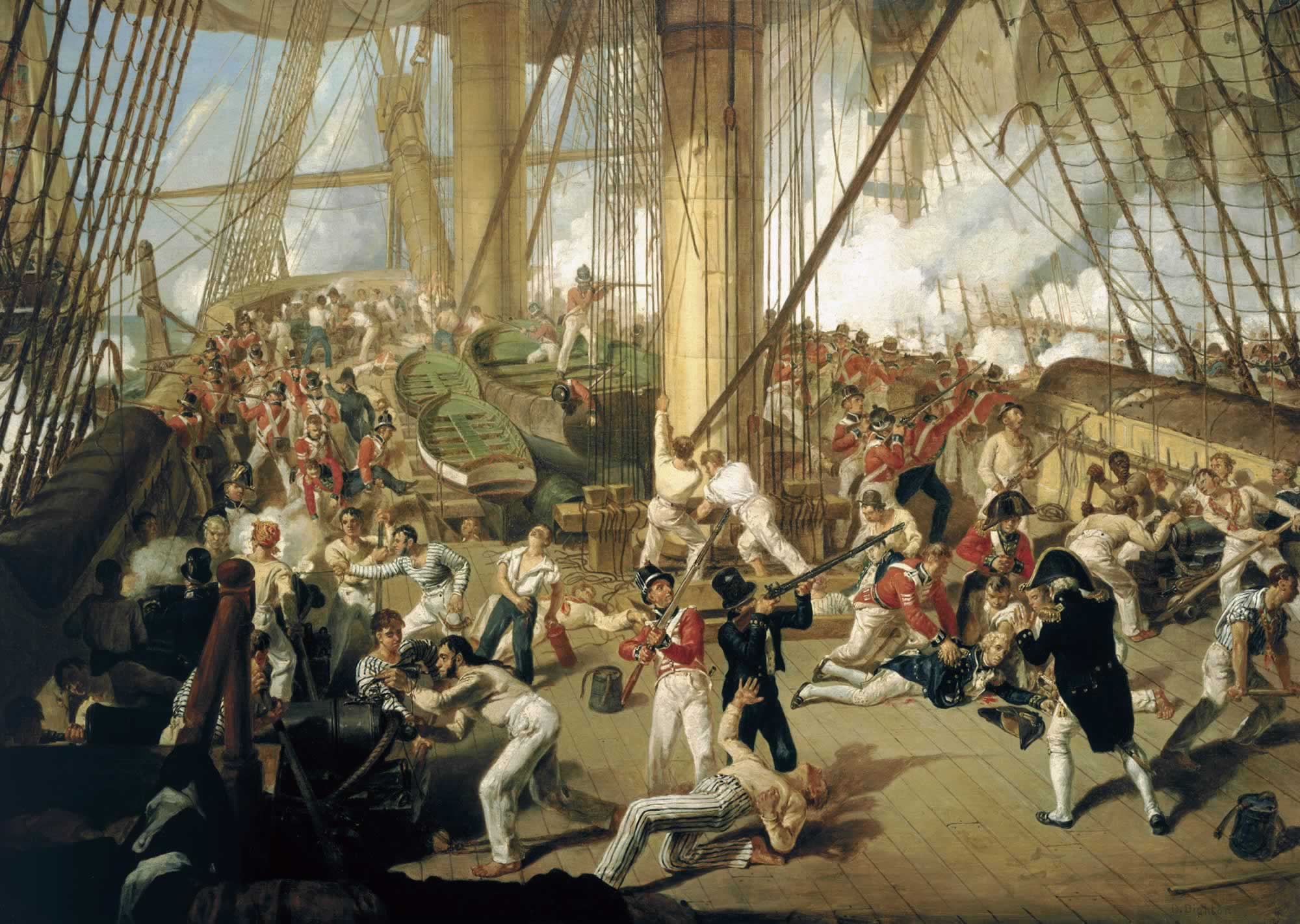
넬슨 제독의 최후

프랑스가 영국 본토에 침공하기 위해서는 도버 해협의 제해권을 획득해야만 했다. 나폴레옹은 스페인과 협력하여 많은 군선과 수송선을 건조 하였다. 또한 영국 해군의 전력을 분산시키기 위해 영국령 서인도 제도의 공격을 계획하고, 빌뇌브가 이끄는 프랑스-스페인 연합 함대를 파견했다. 그러나 서인도 제도에 대한 공격은 실패로 끝났다. 빌뇌브 함대는 본국으로 귀환하는 중 콜더가 이끄는 영국 함대와 교전하여, 7월 22일 《피니스테레 곶 해전》에서 패배하고, 카디스 항구로 후퇴했다.
8월, 내륙 전투를 위해 나폴레옹은 불로뉴의 병력을 라인 강 방면으로 이동했다. 사실상, 이 시점에서 영국 침공 작전을 포기한 것이다. 10월 19일 프랑스 함대가 나폴리로 향해 출항하자 넬슨 제독이 이끄는 영국 함대가 이를 포착하고 10월 21일, 《트라팔가 해전》에서 프랑스 함대를 격파했다. 이 해전으로 영국은 넬슨 제독을 잃었지만, 프랑스의 해군력은 크게 감소하게 되고, 나폴레옹은 제해권의 탈취가 불가능하다고 판단, 영국 침공 작전을 완전히 중단했다.

### 육전

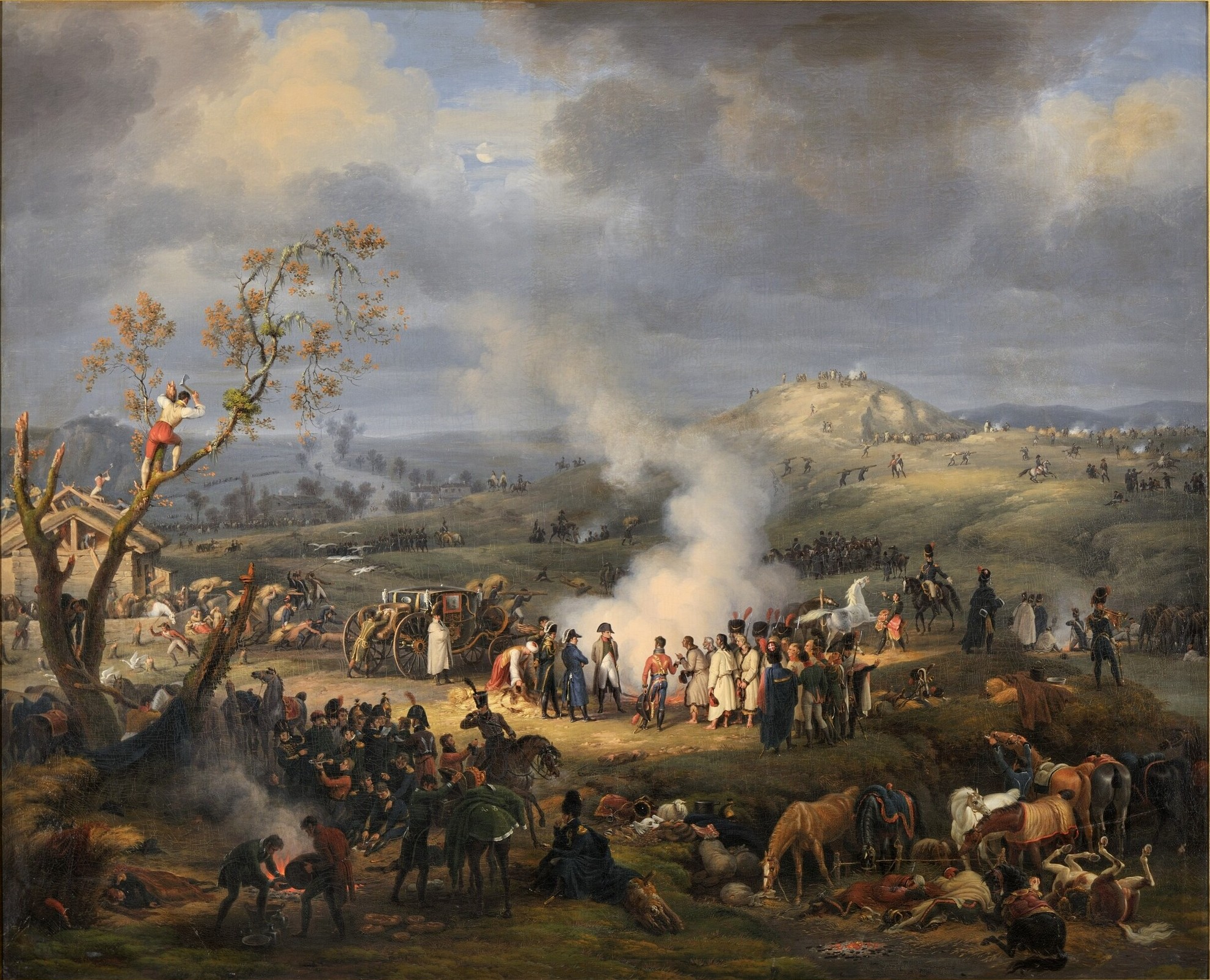
아우스터리츠 전투 전야의 나폴레옹과 병사

프랑스군은 불로뉴에 결집하고 있었기 때문에 내륙의 방비가 허술했다. 오스트리아는이 틈을 노려 레이베리히가 이끄는 70,000명 오스트리아군 주력이 바이에른으로, 카를 대공이 이끄는 부대가 이탈리아로 침공을 했다. 이어 쿠투조프가 이끄는 러시아군도 바이에른으로 침공하여, 양군 합동으로 바이에른 군을 격파하고, 뮌헨을 함락시켰다.
8월 29일 프랑스군의 대부대는 불로뉴를 떠나 당시의 군사 상식을 넘는 600km 남짓의 속도로 이동하여 9월말 라인 방면에 집결했다. 프랑스군의 동향을 완전히 포착하지 못한 레이베리히는 울름까지 군대를 전진 시켰지만 완전히 허를 찔리게 되었다. 9월 25일부터 10월 20일 이르는 《울름 전투》에서 프랑스군은 오스트리아군의 전략적 포위에 성공, 10월 20일 레이베리히의 항복을 받아내었다. 프랑스군은 오스트리아로 침공하여 11월 14일 비엔나에 입성했다.
반면 러시아군은 오스트리아군 잔존 부대와 합류하여 결전에 나섰다. 나폴레옹의 대관식 1주년인 12월 2일, 모라비아의 아우스터리츠 교외 프라트 고지에서 프랑스군과 오스트리아-러시아 연합군이 격돌했다. 이 《아우스터리츠 전투》에서 나폴레옹은 우세한 적을 대해 후세에서 예술로 평가되는 지휘를 펼친다. 아군의 약점을 일부러 드러내어, 적의 중앙부에 틈을 만들고, 집중 공격으로 돌파, 완승을 거뒀다. 이 전투는 프랑스 황제 나폴레옹 1세, 러시아 황제 알렉산드르 1세, 신성 로마 제국 황제 프란츠 2세는 3명의 황제가 1개의 전장에 모였기 때문에 "삼제회전(대규모 작전)"라고도 불린다. 12월 4일, 프란츠 2세는 나폴레옹을 접견하고 휴전 협정에 합의했다.

## 전후 처리
트라팔가 해전의 결과 프랑스군에 의하여 영국 본토에 대한 위협을 막아냈지만, 대륙의 패권을 뒤집기에는 미약했다. 12월 26일, 오스트리아는 《프레스부르크 조약》을 체결하고, 프랑스와 강화하고, 연맹에서 탈퇴했다.
1806년 나폴레옹은 나폴리 왕국을 정복하고 형 조제프 보나파르트를 나폴리 왕에 즉위시켰다. 이에 따라 나폴리 왕국도 동맹에서 탈락했으며, 사실상, 제3차 대프랑스 동맹은 붕괴했다. 또한 나폴레옹은 친프랑스 라인 동맹을 결성하여 신성 로마 제국을 해체시켰다. 프랑스의 패권은 중부 독일에까지 배열하게 되었다, 이런 적극적인 방법은 지금까지 중립을 지켜왔던 프로이센 왕국의 경계심을 부추겨, 제4차 대프랑스 동맹의 결성을 자극하게 되었다.

## 같이 보기
- 대프랑스 동맹
- 제1차 대프랑스 동맹
- 제2차 대프랑스 동맹
- 제4차 대프랑스 동맹
- 나폴레옹 전쟁